# Riarrangiamento di Wolff
Il riarrangiamento di Wolff consiste nella conversione di un α-diazochetone in un chetene. La reazione fu descritta da L. Wolff nel 1912.
Il processo è catalizzato dalla luce, dal calore o da un catalizzatore a base di metallo di transizione come l'ossido di argento. Viene liberato azoto gassoso con formazione di un carbene che si stabilizza subendo il riarrangiamento.
In un'applicazione elettrochimica è possibile fare avvenire il riarrangiamento di Wolff in una cella galvanica, facendo ridurre il catalizzatore Ag2O ad argento elementare in fase nano-dispersa.